# Robert Mérand
 (octobre 2013).
Si vous disposez d'ouvrages ou d'articles de référence ou si vous connaissez des sites web de qualité traitant du thème abordé ici, merci de compléter l'article en donnant les références utiles à sa vérifiabilité et en les liant à la section « Notes et références ».
Robert Mérand, né le 5 novembre 1920 à Chamalières (Puy-de-Dôme) et mort le 27 août 2011 dans le 12e arrondissement de Paris) était professeur d’éducation physique et sportive. Formateur, il a enseigné principalement à l’École normale supérieure d’éducation physique et est nommé, en fin de carrière, à l’INRP (1983) où il fut chargé de recherche. Il a joué un rôle important dans les évolutions des conceptions et des réalisations dans les domaines du sport et de l’EPS. C’est en s’appuyant sur la référence culturelle propre aux activités physiques, sportives et artistiques  qu'’il promeut la rénovation des contenus et des pratiques d’enseignement. Il fut membre du PCF, militant associatif à la FSGT et syndicaliste au SNEP. 

## Repères professionnels
Ses études se sont déroulées au sein de l’école normale d’instituteurs de Clermont-Ferrand puis, de 1940 à 1942 au sein de l’école normale d’éducation physique qui deviendra en 1944 l’ENSEP : école normale supérieure d’éducation physique. Il juge sa formation marquée par une résistance à la doctrine nationale imposée par la politique pétainiste de la jeunesse et des initiatives d’étudiants pour promouvoir le sport avec, notamment, la création par les étudiants des « notes techniques ».
Sa carrière sportive s’inscrit dans l’équipe nationale de handball (1942) mais surtout dans le basket-ball : équipe nationale universitaire (jeux mondiaux universitaires de 1939), entraîneur du PUC.
En 1946, il est nommé professeur à l’ENSEP fonction qu’il assurera jusqu’à la suppression de cette école en 1973.
R. Mérand adhère à la Fédération sportive et gymnique du travail, en 1948, fédération organisatrice des Stages Maurice Baquet de 1965 à 1980. Ces stages, centrés sur « le sport de l’enfant » ont rassemblé de nombreux participants dont une majorité de professeurs d’EPS.
De 1974 à 1983, il s’implique dans la formation professionnelle des enseignants d’EPS. Cette dernière prend progressivement l’orientation  d’une formation centrée sur les problèmes professionnels concrets formulés et résolus par les enseignants eux-mêmes.
Il termine sa carrière professionnelle à l’Institut national de la recherche pédagogique (INRP) où il est nommé chargé de recherche dans le département des didactiques des disciplines.
Tous les historiens de l'EPS se retrouvent pour « considérer que son importance a été grande voire décisive dans la 2e moitié du 20e siècle ». Cité comme « un pionnier» par Gilles Kleinson « influence s'est manifestée par l'intermédiaire de ses étudiants et par les instructions officielles en EPS  de 1967 qui reprennent certaines de ces idées ».

## Options fondamentales

### Uneconceptionde laculture
En s’appuyant fortement sur l’œuvre d’H. Wallon dont il était un bon connaisseur, R. Mérand a développé une conception dialectique de la culture qui pose que l’individu est inséparable de son milieu naturel et que le but de l’éducation est de permettre à l’individu de s’extraire progressivement du milieu naturel pour se socialiser et s’autonomiser. Comment justifie-t-il la place du sport dans la culture ? « La culture, c’est la présence en chaque homme de toute l’humanité. Or le sport est une activité universelle et de tous les temps. La culture, c’est ensuite l’activité spécifiquement humaine : l’acte de créer des valeurs ; la culture, c’est enfin l’ensemble des significations et des moyens dont l’homme dispose pour construire son avenir », or le sport, ajoute t-il, malgré certaines perversions est créateur de valeurs et permet le développement d’aptitudes et  capacités.

### Une conception de l’activité humaine
Celle-ci valorise, dans les relations d’un individu avec le milieu culturel sa capacité à créer des voies originales d’adaptation. Toute conduite humaine est faite de stéréotypes mais elle contient aussi des tentatives d’adaptation ingénieuses et créatrices. Ce sont ces dernières que les éducateurs doivent apprendre à repérer (d’où l’importance de l’observation) pour les stimuler afin qu’elles deviennent les points d’appui de progrès ultérieurs. Cette position est à l’opposé de la détection des manques et des tentatives pédagogiques pour les combler.

### Une conceptiondémocratiquedusport
R. Mérand prend acte de la revendication d’un droit au sport pour tous et de la reconnaissance du sport comme moyen d’éducation pour tous. À partir de là, il développe une problématique, non de définition du sport mais de recherche des conditions à remplir pour que le droit au sport  comme moyen d’éducation devienne réalité.
- La pratique sportive ne doit pas s’arrêter à un certain moment, elle doit se poursuivre tout au long de l’existence. « Elle est une composante de la formation de l’homme citoyen  [10]
- Cette formation est donc spécifique aux différentes étapes du développement mais elle est aussi indissociable des apprentissages, donc le sport n’est pas seulement pratique mais aussi apprentissages.
- Pour les enfants et les adolescents, il est préconisé « une pratique précoce et multiforme[10]» dans des structures omnisports : clubs omnisports, éducation physique omnisports à l’école.
- Ces structures doivent être animées par « l’esprit omnisports » et permettre d’élaborer, certes des problèmes spécifiques mais surtout des problèmes plus généraux « comme l’entraînement, l’apprentissage, l’observation de l’activité des pratiquants[10] ».
- La période de formation débouche sur l’orientation et la spécialisation  « imposant de concevoir les rapports entre un enseignement sportif fondamental et une pratique à options[11] ».

### Une conception des relations théorie/pratique
R. Mérand adopte à ce sujet une position originale. Sa démarche est construite sur l’idée que la pratique est au centre de toute réflexion mais qu’elle ne peut trouver sa justification en elle-même. La pratique se vit pour les praticiens. Elle ne reçoit pas des leçons de la science. Toute démarche déductive ne conduit pas à l’amélioration de celles-ci. Il s’agit donc d’éviter l’écueil déductif et l’écueil consistant à croire que la pratique trouve en elle-même ses propres transformations. « Je n’ai jamais fait comme un universitaire aurait fait. Je ne me serai jamais présenté devant des étudiants en leur disant, j’ai lu Wallon, voilà ce que vous devez en retenir. Par contre, je leur disais, voilà je rencontre un problème dans mes pratiques, voilà comment il est éclairé par tel passage de Wallon … »

R. Mérand propose un modèle qui prend en compte les pratiques afin de les transformer. La pratique est analysée à partir d’une grille de lecture de l’activité humaine. Les difficultés rencontrées sont extraites de ces pratiques et problématisées. Ce travail de théorisation permet ensuite d’aborder les connaissances scientifiques ou théoriques disponibles. R. Mérand puise dans les connaissances qui sont utiles à l’amélioration des pratiques, hors de toute considération épistémologique. Ces connaissances aident à résoudre les problèmes identifiés. Dès lors des propositions enrichies sont proposées aux pratiquants et praticiens pour être testées et adaptées aux diverses pratiques rencontrées.

## Des problématiques originales

### Lesportéducatif de masse
Le sport éducatif de masse concerne différentes institutions : les centres éducatifs pour la jeunesse, certaines fédérations affinitaires, certaines actions des fédérations sportives et bien sûr, le milieu scolaire ; les convergences se faisant sur la base des finalités ou sur l’orientation générale du projet éducatif. 

Quelle analyse des spécialités sportives en tant qu’objets éducatifs pour que les pratiquants entrent dans la voie d’un développement illimité ? 

La différenciation en fonction de l’âge des pratiquants ; les propositions de R. Mérand se concentreront sur la tranche d’âge de 6 à 14 ans, période dite de « formation fondamentale ». 

Les différents temps de la démarche sont ensuite :
- L’analyse approfondie de la construction sociale de la spécialité sportive que l’on se propose de faire pratiquer. Ici le basket-ball.
- Une réflexion autour de la technique.
- Une référence renouvelée à la haute performance.
- La formation fondamentale 
Cette période est dite fondamentale au sens où des acquisitions déterminantes pour le développement doivent être faites sous peine d’atteintes graves au Développement de l'enfant et de l’adolescent. 
L’outil déterminant est « le sport de l’enfant » distingué du « sport pour l’enfant » dont les caractéristiques principales sont :
  - Des pratiques envisagées dans l’ensemble de leurs aspects : socio-culturel, institutionnel, technique.
  - Des pratiques polytechniques organisant et coordonnant des pratiques et des techniques de nature différente.
  - Des apprentissages impliquant l’investissement complet de la personne et visant des transformations aux différents plans de la personnalité.
- La construction sociale du basket-ball  :

Il s’agit d’examiner comment et pourquoi un jeu de règles crée en 1891 dans le cadre d’une institution éducative (YMCA) et en référence à une conception culturelle définie à priori se prête à la transmutation en sport moderne. Comment et pourquoi aussi on peut  envisager sa pratique dans le cadre de la formation fondamentale : compatibilité des valeurs et règles avec le projet éducatif.
- Une réflexion autour de la technique : R. Mérand a mené cette réflexion à différents moments et sous différents angles.
  - À l’ENSEP et avec ses étudiants, il remet en cause la façon dont on étudiait les sports collectifs[14] et dont on les enseignait. Ces critiques sont fondées sur l’utilisation de référents philosophiques et psychologiques (matérialisme dialectique et critiques de l’associationnisme notamment). Il substitue à cette perspective celle d’un match conçu comme un rapport de forces et de joueurs qui, pour s’adapter aux aléas du match doivent, sans cesse transformer leurs techniques et en créer de nouvelles[15].
  - Par la suite et dans le cadre de l’EPS R. Mérand parle plutôt « d’acte technique » qu’il présente, s’appuyant sur Wallon, comme un acte créatif par excellence ; acte dont le mouvement, abstraction physiologique ou mécanique n’est que l’instrument.
  - Enfin il distingue, pour  l’enseignement de l’EPS trois étapes d’appropriation des techniques formulées à partir des finalités de l’institution dans laquelle elles sont enseignées : *accroître en acte sa connaissance de l’activité physique ou sportive pratiquée, *avancer dans l’appropriation de cette activité, *apprendre, au travers des techniques spécifiques à se transformer soi-même[16]. Ce dernier point devenant essentiel pour l’EPS scolaire.
- Une réflexion sur la coordination des différentes activités pratiquées :  la « juxtaposition de cycles d’apprentissage ne permet pas de satisfaire les objectifs d’une formation fondamentale[17] ». R. Mérand propose de résoudre ce problème, non par la prise d’appui sur les classifications d’APS mais par les produits de recherche spécifiant les caractéristiques aux différents plans de l’activité des pratiquants. À défaut de disposer de ces points d’appui, il s’est livré à un travail incessant d’étude et d’intégration de ces produits de recherches et à une collaboration avec des spécialistes éminents.
- Le statut de « la haute performance » :  Son analyse est indispensable pour tous les éducateurs. Mais, lorsqu’on se situe dans le cadre d’un sport éducatif de masse, on ne se focalise pas sur la performance elle-même mais sur les stratégies d’adaptation déployées aux différents plans : espace, perceptivo-moteur, représentations[18]. C’est aussi l’étude de la haute performance qui permet l’actualisation des techniques et des contenus à enseigner.

### La formation des éducateurs
- Tout éducateur est d’abord un pratiquant  qui va acquérir globalement, de façon personnelle et par le moyen du faire, l’ensemble des significations et des caractéristiques d’une spécialité sportive. En accord avec B. Jeu[19], qui pose que « le sport ne se réduit ni ne se déduit », le pratiquant doit « se confronter à tout un héritage d’expérience accumulée, ramassée, codifiée, à des comportements instinctifs aux significations  obscures, à l’action persistante, insistante et surtout  motivante d’une affectivité ressentie dans la participation à une sorte d’inconscient collectif  ». Etre, d’abord « un pratiquant pour de bon » impose de pratiquer dans une institution ou une organisation authentique (Associations Sportives ou clubs). Cela pose le problème de ce type de pratiques dans le cadre de la formation initiale des enseignants d’EPS[20].
- Il doit aussi être un pratiquant éclairé :  d’où des procédures analytiques lui permettant de savoir ce qu’il fait : descriptions techniques mais aussi explications techniques appuyées sur des données scientifiques, convoquées, non de façon formelle mais comme mode explicatif.
- Il va aussi être considéré comme futur éducateur :  Son expérience doit être transformée en objet d’enseignement avec une centration sur l’observation de l’activité des pratiquants, moment décisif dans la formation. Les stages M. Baquet ont élaboré une méthodologie de l’observation qui passe par les étapes suivantes :
  - le choix des situations à observer : des situations de jeu au sens wallonnien du terme c’est-à-dire des situations non utilitaires, permettant une exploration large de toutes les possibilités.
  - l’observation des différentes composantes de l’activité. (affectivité, acte moteur, connaissance).
  - l’inférence des obstacles rencontrés, eux-mêmes référés à un cadre explicatif préalable (quelques repères sur ce cadre seront donnés dans le point suivant).
- Il va enfin être considéré comme « didacticien » c’est-à-dire porteur de savoirs et de contenus à enseigner. 
Les prises de décisions en vue d’interventions supposent :
  - Un référent concernant l’activité de l’enfant et plus généralement l’activité humaine en situation d’apprentissages. Sur ce point, R. Mérand s’est largement référé à H. Wallon et a construit un référent original coordonnant les propositions de cet auteur et ses propres connaissances empiriques[21]. À titre d’exemple et concernant les sports collectifs, les savoirs à transmettre sont organisés autour du thème de l’anticipation : anticipation mentale ou comment passer de  rapports spatiaux spontanément référés à la balle à « une schématisation mentale qui englobe et retentit sur les actions sur la balle ».  « Anticipation motrice à la fois régulation motrice et anticipation des évènements à survenir[22] ». (Théorie de l’attitude de Wallon[23]).
  - Un référent concernant le développement et les apprentissages. R. Mérand se situe dans une perspective interactionniste : la pédagogie a pour fonction, en définitive d’imposer à l’enfant quelque chose qui lui préexiste : le monde des adultes. D’où l’importance de l’aménagement du milieu pour que l’enfant puisse utiliser les possibilités qui sont les siennes[24]. Notons que le milieu a le sens très large d’organisation de la totalité de la communauté éducative.

Quant aux apprentissages R. Mérand se réfère aux apprentissages réalisés au cours d’actions instrumentales « actions finalisées dont le résultat est connu du sujet grâce à des informations en retour ».

### Une recherche «organiquement liée aux innovations et à la formation»
R. Mérand ne dissocie pas la recherche de la pratique professionnelle et de la formation. Cette orientation est sous tendue par la primauté de la pratique comme mode de connaissance de l’homme en action. Il faut entendre par pratique, la pratique du pratiquant et celle du praticien. Fort de ce principe R. Mérand va privilégier une étude attentive de l’homme confronté à la culture de son époque. La pratique est la manifestation de la dynamique transformatrice de l’homme. La pratique vit et se transforme sous l’effet des innovations des enseignants. Les innovations sont des réponses à des difficultés professionnelles rencontrées. La recherche tient son objet dans l’analyse des pratiques, de ses difficultés à ses innovations. C’est ce creuset qui donne son sens à la recherche. Les visées utiles qu’accorde R. Mérand à la recherche le conduisent à considérer comme liées indéfectiblement, innovations, recherche et formation. Ces trois termes sont pensés en une circularité permanente. La pratique est par exemple le point d’appui de la formation. 

C’est par l’analyse des pratiques et de ses innovations que la formation s’enracine dans le réel. Former un individu ou un enseignant, c’est s’appuyer sur les réalités de la pratique mais se dégager de l’empirisme pour accéder à une théorisation des difficultés rencontrées. Le caractère général d’une théorisation de la pratique permet sa transmission à des fins de formation. La formation en confrontant les individus à leurs propres pratiques, permet l’émergence de nouveaux problèmes que la recherche va préciser et pour lesquels elle ouvre des orientations de travail. 

Ainsi, s’établit chez R. Mérand un positionnement original vis-à-vis de la recherche. Celle-ci ne trouve son sens que dans un appui premier sur les réalisations pratiques et dans une constante articulation avec les innovations et la formation.

## Des réalisations pratiques

### Stages de type nouveau
Les stages de type nouveau se construisent à partir d’une analyse des pratiques des participants et de la mise en évidence des problèmes rencontrés. Ceux-ci donnent naissance à un travail de problématisation. La mise en problème des difficultés rencontrées donnent lieu à un approfondissement à partir des connaissances scientifiques, théoriques, pratiques existantes. Les perspectives ouvertes par cet approfondissement sont  ensuite confrontées à la réalité des pratiques et testées en situation réelle. Ces nouvelles avancées s’individualisent chez chaque acteur qui intègre à partir de ses pratiques habituelles les avancées collectives effectuées. Les avancées se rodent aux pratiques quotidiennes et donnent naissance à de nouvelles interrogations et questionnement du réel. De nouveaux problèmes sont soulevés et abordés selon un modèle identique. Les stagiaires participent ainsi à leur propre transformation. 

Cette stratégie de formation engage une remise en question régulière des stagiaires à partir de l’existant. Elle est non pas centrée sur l’acquisition de savoirs formels ou académiques mais sur le développement de savoirs utiles aux praticiens ou pratiquants dans leur engagement quotidien.

### Sessions de travail théorique pour les dirigeants de laFSGT
Dans les années 1980, R. Mérand propose des stages de travail théorique aux dirigeants de la FSGT. Cette initiative est à la conjonction de deux avancées importantes. Le stage M. Baquet et le développement de la FSGT. La FSGT s’est engagée de plus dans un programme de démocratisation des activités physiques et sportives où les contenus distribués sont essentiels. Cette orientation politique l’a conduit à engager un processus d’autogestion dans les décisions politiques, aux différents niveaux de responsabilité de la fédération. Cette décision ambitieuse a modifié le regard posé les problèmes de la formation au sein de la fédération. R. Mérand propose aux dirigeants FSGT des stages de formation en appui sur les orientations fondamentales développées lors des stages M. Baquet (voir paragraphe suivant). Ces dirigeants sont ainsi confrontés à partir de l’analyse de leurs pratiques à l’appropriation de documents théoriques sélectionnés.

### Stages Maurice Baquet[26]
Les stages M. Baquet se sont déroulés à partir de 1964, pendant 20 ans, à Sète. Ils ont accueilli de très nombreux éducateurs (500 en 1973) qui prenaient en charge des séquences quotidiennes d’activité physique et sportive pour les jeunes de 6 à 14 ans d’une colonie de vacances. 

S’inscrivant dans l’objectif essentiel de la FSGT : « faire du sport une composante essentielle de la vie de notre pays », il s’est attaché à concevoir et à promouvoir « un sport éducatif de masse ». 

Deux conditions ont été posées comme incontournables : la création d’un milieu humain sollicitant : 
- L’organisation de la colonie en République avec la participation et des prises de responsabilité des enfants à l’ensemble des taches liées à la vie de la colonie. La transformation des contenus habituellement proposés lorsqu’on programme des pratiques sportives (cf. le sport éducatif).
- Le développement par les stagiaires « d’une attitude expérimentale en pédagogie  »[28]. Cette attitude s’appuie sur l’intelligence pratique qui, aux prises avec le réel, recherche en s’adaptant la solution efficace. Mais comment éviter de tomber dans l’automatisme ou dans le jeu de l’intelligence spéculative ? En s’engageant dans un processus de distanciation qui comprend deux temps : un temps d’observation destiné à étudier, en différé (et ici, avec l’aide de la vidéo) ce qui s’est effectivement passé et un temps d’analyse, d’interprétation et d’incorporation de connaissances.

### Les expériences en établissements scolaires
Comment permettre à des élèves d’être des joueurs de Basket-ball ? En organisant la classe (groupes de 3+3), le temps (séquences de 3 minutes suivies d’un temps mort de 1 minute, pour éviter un jeu à l’économie). Comment permettre à des étudiants d’observer « les routines et les innovations des élèves, » les innovations étant le point d’intervention privilégié. L’enregistrement (films puis vidéo) s’avère indispensable ainsi qu’un référent d’observation. Ce référent est construit à partir de la question : que font les élèves lorsqu’ils tentent des actions originales, sortant des normes habituellement édictées ? Les élèves sont aussi sollicités sur ce type de situations. 

Ces premières expériences se sont ensuite formalisées et approfondies en 1965 durant un stage de l’Amicale des anciens élèves de l’ENSEP pour proposer une démarche commune aux sports collectifs et aux sports de combat :
- Une organisation de la classe en 2 clubs sensiblement de mêmes compétences ; chaque club comprenant une équipe première et une équipe réserve.
- Un calendrier répartissant les moments de compétition et les moments de match (rassemblés dans un cycle : environ 10 séances d’EPS).
- La détermination des thèmes d’entraînement par l’appréciation de la situation concrète et les connaissances du sport et de l’activité physique humaine.

### Des exemples deformation initialeetcontinue
Le modèle d’analyse et de transformation de l’éducation physique et sportive préconisés par R. Mérand se diffuse dans les diverses académies de France et dans les UEREPS. R. Mérand aura pour mission avec J. Marsenach, (1974-1983) l’animation des stages de formation continue sur tout le territoire national.  L’éducation physique et sportive, irriguée par les participants aux stages M. Baquet, se développe ainsi qu'une forte adhésion aux orientations données par R. Mérand à l’EPS. 

Les stages donnent part belle à la pratique des enseignants en situation réelle. Cette pratique est ensuite analysée et des propositions de remédiation sont émises avant d’être testées sur le terrain de la pratique. Ce modèle immuable permet un ancrage réel de la formation continue dans les problèmes concrets rencontrés par les enseignants. Une démarche identique sera réalisée dans certaines UEREPS pour assurer la formation professionnelle des futurs enseignants.

### Un programme de recherche àl’Institut National de la Recherche Pédagogique(INRP[30])
Nous nous centrerons sur la première recherche « l’évaluation formative dans les collèges » significative des options fondamentales développées ci-dessus.
- Une recherche enracinée dans les préoccupations des enseignants.
  - L’objet de recherche : « l’évaluation formative » émerge de l’analyse de nombreux projets d’établissements scolaires et de l’étude des outils utilisés. En effet, cette analyse montre que l’enseignant d’EPS,  régule  en situation ce qu’il voit faire aux élèves ; il évalue constamment  indépendamment des formes prises. D’où un projet centré sur l’étude de ces régulations.
- Une recherche associant les enseignants d’EPS de nombreux collèges.  Mais ces enseignants étaient d’abord invités à innover, en matière d’évaluation formative en passant d’activité d’évaluateur intuitive et implicite à une évaluation formative rationalisée.
- Des données de recherche (audio et vidéo) recueillies sur des séances en transformations  ce qui présente l’avantage d’impliquer fortement les enseignants (R. Mérand parle, à ce propos de recherches en didactique-formation) et de centrer le chercheur sur un milieu en mouvement dont il connaît les intentions et le sens.

## Critiques
Les travaux de Robert Mérand ont subi des critiques de différentes natures :
- Sur le plan des options éducatives fondamentales : les propositions de R. Mérand se sont heurtées aux travaux de Jean Le Boulch et de Pierre Parlebas. Ces deux derniers auteurs posent le principe d’une éducation de l’individu en conformité avec les travaux scientifiques de l’époque. L’objet de l’éducation est de développer précautionneusement les différentes facettes de l’individu hors de toute considération culturelle.
- Sur le plan des orientations politiques à donner à l’éducation physique et sportive : Robert Mérand s’est mis en opposition aux responsables politiques de l’époque en n’adhèrent pas à leur vision du rôle de l’éducation physique dans la société. Le ministère de la Jeunesse et des Sports envisage une perspective très utilitaire à l’éducation physique et sportive : initier sportivement tous les enfants scolarisés pour garantir à terme l’éclosion de champions sportifs, gage de réussite des états dans la période de guerre froide. R. Mérand prône donc, à l'inverse, un travail de transposition des contenus sportifs « civils » afin de les adapter aux missions de l’école. Ces travaux peuvent être considérés comme les premières avancées en didactique de l'éducation physique et sportive.
- Sur le sport comme culture : Jean-Marie Brohm estime que le sport est inféodé aux exigences économiques du capitalisme. Le sport est une courroie de transmission des valeurs marchandes. L’entraînement, le chronomètre, la performance sont des moyens d’intégration, par le sport, des normes d’une société de l’exploitation de l’individu.

R. Mérand oppose à cette position, une critique raisonnée qui préserve le sport comme culture de l’homme.

## Publications
(septembre 2024).
MERAND R. (1947). Progressions et agrès. Notes techniques de l’ENSEP. Février - mars 1947.

MERAND R. (1947). Progressions et agrès. Notes techniques de l’ENSEP. Avril 1947.

MERAND R. (1947). L’évolution des sports collectifs – Vers le principe du corps obstacle. Notes techniques de l’ENSEP. Mai 1947.

MERAND R., RIVAL R. (1951). Les enseignements des championnats d’Europe de Basket. La vie de la FSGT n°104.

MERAND R., RIVAL R.  (1951). Les enseignements des championnats d’Europe de Basket. La vie de la FSGT n°105.

MERAND R., RIVAL R. (1951). « Un stage de basket de type nouveau : le stage Henri Martin ». La vie de la FSGT n°110  - 1951.

MERAND R., RIVAL R. (1951). « Nouveau dans son esprit, le stage Henri Martin le fut aussi dans la méthode ». La vie de la FSGT  n°111.

MERAND R. (1952). Professeurs et maîtres d’Education Physique discutent de notre brochure sur les conditions de redressement du sport français la vie de la FSGT n°133.

MERAND R. (1952). Quelques exemples d’erreurs commises dans l’observation de la réalité des matches. Servir le Basket n°4-5.

MERAND R. (1952). L’adresse cette inconnue (1). Servir le basket n°2.

MERAND R. (1953). Le mécanisme de l’observation. Servir le basket n°1. 

MERAND R. (1952). Problème actuel de la formation du véritable entraîneur. Servir le Basket n°2. 

MERAND R. (1952). L’adresse cette inconnue (2). Servir le basket n°4-5. 

MERAND, RIVAL, FREZOT, CAILLET, BEZIERS. (1954). Le Managerat. Revue Servir le Basket  n° Hors série. 

MERAND R. (1959). Le Basket-ball sport officiel, sport simplifié. Revue Education Physique et Sport n°44. 

MERAND R. (1959). Le Basket-ball jeu simple, mais sport compliqué. Revue Education Physique et Sport n°45. 

MERAND R. (1959). Le Basket-ball jeu simple. Revue Education Physique et Sport n°46. 

MERAND R. (1960). Le Basket-ball jeu simple. Revue Education Physique et Sport n°50. 

MERAND R. (1960). Le Basket-ball jeu simple. Revue Education Physique et Sport n°51. 

MERAND R. (1961). Le Basket-ball jeu simple. Revue Education Physique et Sport n°53. 

MERAND R. (1961). Le Basket-ball jeu simple. Revue Education Physique et Sport n°54. 

Sous la direction de MERAND R. (1961). DUFOUR, TERSAC, RAT, élèves de 3e année ENSEP Une expérience pédagogique. Revue Education Physique et Sport  n°56. 

MERAND R. (1962). Une expérience pédagogique. Revue Education Physique et Sport  n°59. 

MERAND R. (1962). Une expérience pédagogique. Revue Education Physique et Sport  n°62. 

Élèves de 3e année ENSEP (1963). Étude critique du film : « A l’école du Basket-Ball »  Document ronéoté. 

MERAND R. (1964).  Problèmes techniques Sport et plein air février 1964. 

MERAND R. (1965). Sur quelques aspects de l’actualité sportive. Recherches internationales à la lumière du marxisme N°48. 

Article collectif avec la collaboration de MERAND R. (1965). Amicale ENSEPS. Des colloques de Vichy au stage de l’Amicale de l’ENSEPS. Revue Education Physique et Sport  n°77. 

Article collectif avec la collaboration de MERAND R. (1965). Amicale ENSEPS. Des colloques de Vichy au stage de l’Amicale de l’ENSEPS. Revue Education Physique et Sport  n°78. 

Article collectif avec la collaboration de MERAND R. (1965). Amicale ENSEPS. Des colloques de Vichy au stage de l’Amicale de l’ENSEPS. Revue Education Physique et Sport  n°79. 

Article collectif avec la collaboration de MERAND R. (1965). Amicale ENSEPS. Des colloques de Vichy au stage de l’Amicale de l’ENSEPS. Revue Education Physique et Sport  n°80. 

MERAND R. (1966). Structure d’un exercice de tir au panier en course. Revue Education Physique et Sport  n°79. 

MERAND R. (1966). Rapports de l’Education Physique et du sport. L’homme sain n°4. 

MERAND R. (1966). Pédagogie des jeux sportifs collectifs et recherche en Education Physique. L’homme sain   n°5. 

MERAND R. (1966). Jeux sportifs collectifs Sport et Plein air Février 1966. 

Mémento « Animation et initiation sportives » (1967). Supplément à la revue Sport et Plein air  n°95 Paris : FSGT. 

MERAND R. (1967). Rapports de l’Education physique et du sport. L’homme sain  n°1. 

MERAND R. (1967). Basket-ball et problèmes de l’enseignement. L’homme sain  n°3. 

MERAND R. (1968). Problèmes d’aujourd’hui après le congrès. Revue Sport et Plein air Janvier 1968. 

MERAND R. (1968).  Les problèmes actuels de l’enseignement sportif. Contribution au CPS-FSGT. 

MERAND R. (1968). Que devient la leçon d’Education physique ? Revue Education Physique et Sport  n°90. 

MERAND R. (1969). Exposé d’introduction au « Compte rendu des rencontres pédagogiques ».  Mouvement  vol 4 n°1 et 2. 

MERAND R. (1969). (Préface de) L’acte tactique en jeu F. Malho. Vigot.
MERAND R. (1969). Pour une théorie de la motricité en Education Physique selon les conceptions de Wallon et Piaget. Revue Education Physique Vol. X.2. 

MERAND R. (1970). De l’EP mise en question à la mise en pièce du professeur d’EP. Dossier d’étude no 9 pour le  congrès 1970 du SNEP 

MERAND R. (1970). Du sensori-moteur aux savoir-faire hautement élaborés. In Motricité et jeux sportifs collectifs. Revue de l’Education physique  vol. X, 3. 

MERAND R. (1970). Bilan psycho-moteur et interprétation d’observations. In Motricité et jeux sportifs collectifs. Revue de l’Education physique  vol. X, 3. 

Sous la direction de MERAND R. (1970). Mémento FSGT.Athlétisme, basket-ball, football, gymnastique, hand-ball, judo, natation, rugby, voile, volley-ball pour l’enfant  Paris : Les Éditeurs Français réunis. 

MERAND R. (1970). Forme de la pratique sportive et éducation de masse. Stage Maurice Baquet.  Recherche et rénovation pédagogique. N° spécial Sport et plein air 

MERAND R. (1971). Fédération affinitaire, club omnisport, conseil pédagogique et scientifique  Sport et plein air janvier 71. 

MERAND R. (1971). Pédagogie institutionnelle et besoins de l’enfant. In Maurice Baquet : stages 1970. Recherche et rénovation pédagogique. N° spécial Sport et plein air 

MERAND R. (1971). Notre stage n’est pas une action de laboratoire. In Maurice Baquet : stages 1970 Recherche et rénovation pédagogique. N° spécial Sport et plein air 

MERAND R. (1971). L’enfant et l’enseignant : quelques problèmes pédagogiques actuels. In Maurice Baquet : stages 1970. Recherche et rénovation pédagogique. N° spécial  Sport et plein air 

MERAND R. (1971). Originalité de l’activité de l’enfant et pédagogie. Revue de l’Education physique  vol. XI, 4. 

MERAND R. (1971). Spécificité de l’Education Physique.  Revue Mouvement  n°6. 

MERAND R. (1971). Mais quelle est donc la spécificité de l’Education Physique ? Sport et plein air  n°150. 

MERAND R. (1971). Mais quelle est donc la spécificité de l’Education Physique ? Sport et plein air  n°151. 

MERAND R. (1972). Mais quelle est donc la spécificité de l’Education Physique ? Sport et plein air  n°152. 

MERAND R. (1972). Analyse du comportement moteur et pédagogie des sports collectifs.  Revue de l’Education physique vol. XII, 3. 

MERAND R. (1973). Jeu et éducation sportive. In L’activité ludique dans le développement psychomoteur et social des enfants.  Vers l’Education nouvelle  Hors série. 

MERAND  R. (1973). Table ronde in L’activité ludique dans le développement psychomoteur et social des enfants.  Vers l’Education nouvelle Hors série. 

MERAND R. (1973). Problématique de l’Education Physique – Problèmes de l’adaptation   Document interne stage amicale ENSEP (3 – 9 sept. 73). 

MERAND R. (1973). Progresser vers l’attitude expérimentale en pédagogie. Stages Maurice Baquet 1973.  Supplément Revue Sport et plein air  n°172. 

MERAND R. (1973). Problématique du jeu et de l’activité sportive de l’enfant (communication au symposium de sociologie sportive – Bucarest août-sept. 1973) Stages Maurice Baquet 1973. Supplément Revue Sport et plein air  n°172. 

Article collectif avec la collaboration de MERAND R. (1974). Hyper spécial sports collectifs. Numéro spécial de la Revue Hyper 

Article collectif avec la collaboration de MERAND R. (1974). Contribution à la rénovation de l’Education physique. Revue Education Physique et Sport  n°126. 

MERAND R. (1974). Stage M. Baquet : Rénovation de l’EP et innovation pédagogique.  Revue Education Physique et Sport  n°127. 

Article collectif avec la collaboration de MERAND R. (1975). La séance d’Education physique. Revue Education Physique et Sport  n°133. 

MERAND R. (1975). Rénovation de l’Education physique et innovation pédagogique, ce que propose le stage M. Baquet aux enseignants d’EPS. Sport et développement humain Paris : Éditions sociales. 

MERAND R. (1975). La problématique du jeu et de l’activité sportive. Mouvement vol. 10 n°1. 

MERAND R. (1975). L’activité physique en milieu scolaire : Le contenu des programmes d’enseignement.  Mouvement  vol. 10 n°2. 

Sous la direction de MERAND R. (1975). Mémento Basket-ball FSGT. Armand Colin Bourrelier.

Article collectif avec la collaboration de MERAND R. (1976). L’enseignant d’EP et la haute performance. Revue Education Physique et Sport n°141. 

MERAND R. (1976). Allocution de clôture du colloque. Sport et progrès de l’homme  Éditeurs français réunis Paris. 

MERAND R. (1976). Éducation Physique et conquête du pouvoir d’agir. L’école et la nation n° 263. 

MERAND R. (1977). Considérations sur une problématique de rénovation des contenus de l’Education Physique en rapport avec les activités sportives contemporaines. L’éducateur face à la haute performance  Paris : Editions Sport et plein air. 

Article collectif avec la collaboration de MERAND R. (1977). HYPER Spécial sports collectifs n°3. Numéro spécial de la Revue Hyper 

Article collectif avec la collaboration de MERAND R. (1977). Problèmes de l’Education Physique et du sport, posés à partir de la pratique des sports collectifs. Sport et progrès de l’homme Paris : Editeurs français réunis. 

Article collectif avec la collaboration de MERAND R. (1980). L’évolution de l’Education Physique - Contributions et interrogations.  Revue Education Physique et Sport  n°164. 

MERAND R. (1980). Compte rendu des journées Debeyre – Lille 1980. Document ronéoté.  
B. JEU, R. MERAND, A. ARVIN-BEROD (1980). Sport et culture – table ronde. L’école et la nation no 315 

MERAND R. (1981). Préface du livre de G. Le Joliff  « Le sport est à tout le monde »  

MERAND R. (1981). Contribution à l’article « JEAN PIAGET » Revue Education Physique et Sportive  n°167. 

MERAND R. (1981). Les rencontres de l’EP. Revue Education Physique et Sport  n°168. 

MERAND R. (1981). Préface du livre Le sport est à tout le monde G. Le Joliff. Éditions sociales. 

Article collectif avec la collaboration de MERAND R. (1983). Rencontres de Montpellier 83 : Projet d’établissement, projet éducatif, projet pédagogique.  Revue Education Physique et Sport  n°182. 

MERAND R. (1984). Comment, en se plaçant du point de vue de la FSGT, évaluer les produits de cette vaste réflexion collective ? Pour un sport ouvert sur la vie Colloque international de la FSGT mai 1983. 

MERAND R. (1984). Entretien avec… Revue Education Physique et Sportive  n°186. 

MERAND R. (1984). Le CPS confronté à la « demande de technique » - Bilan d’une réflexion informelle. Document interne stage M. Baquet 1984 

MERAND R. (1985). Incorporer … des connaissances. Document interne stage M. Baquet 

MERAND R. (1985). Contribution à l’évaluation des connaissances et des capacités d’analyse des activités pratiquées. In L’évaluation en EPS  Paris : SNEP. 

MERAND R. (1986). Quelle Éducation Physique pour l’an 2000 ? Actes Journées Delaubert - Chatenay-Malabry 

MERAND R. (1986). Contribution à l’approche des pratiques éducatives « d’un point de vue didactique ». In EPS Contenus et didactique SNEP. 

MERAND R. (1986). Évaluation et évaluation formative. In L’Éducation Physique et Sportive : Réflexions et perspectives Paris : Ed. Revue EPS. 

MARSENACH J., MERAND R. (1986). La didactique des APS en milieu scolaire. Revue Education Physique et Sport  n°200-201. 

MERAND R. (1986). Didactique des APS et pédagogie du sport populaire. DIRE en APS n°18. 

MERAND R. (1987). C.R.A.F.? Une innovation parmi les transformations en cours perceptibles dans tous les secteurs du mouvement sportif travailliste qui construisent la FSGT de l’an 2000. DIRE en APS n°22. 

MERAND R. MARSENACH J. (1987). L’évaluation formative en EPS dans les collèges  Collection Rapports de recherche. Paris : INRP. 

MERAND R. DHELLEMMES R. (1988). Éducation à la santé : endurance aérobie- contribution de l’EPS Collection Ecole – collège. Paris: INRP. 

MERAND R. (1988). Vers le sport populaire Sport et Plein air - Décembre 1988. 

MERAND R. (1989). La rénovation des contenus d’enseignement : Jeux sportifs collectifs au collège.  Revue française de pédagogie  n°89. 

MERAND R. MARSENACH J. (1989). Sur quelques caractéristiques de recherches actions de transformation des pratiques enseignantes en usage. L’EPS aujourd’hui : ce qui s’enseigne SNEP. 

MERAND R. MARSENACH J. DHELLEMMES R. MOTTA D. (1989). Les recherches sur l’enseignement de l’EPS. L’EPS aujourd’hui : ce qui s’enseigne. SNEP 

MERAND R. (1989). Étude des conditions didactiques de l’éducation scolaire à la sécurité routière Projet de recherche. Document interne INRP. 

MERAND R. (1989). Recherches en didactique-Formation-Rénovation des contenus : Essai de problématique. In Recherches en didactique de l’EPS, retombées pour l’enseignement. Document INRP pour le Colloque de Chatenay-Malabry 10-11 mai 1990. 

Association enseignants Alès (1990). Saute dans tes baskets 

Sous la direction de MERAND R. (1990). Basket-ball : Lancer ou circuler ? Rencontres pédagogiques n°28. INRP. 

MERAND R. (1990). En quoi l’époque actuelle est-elle un moment charnière de la construction disciplinaire ?  Actes de l’université d’été EPS  AEEPS. 

MERAND R. (1991). Formation d’entraîneurs, stratégie autogestionnaire, quelle cohérence ?  DIRE en APS   n°38  Paris : FSGT. 

MERAND R. (1994). Des opinions au doute méthodologique. DIRE en APS  n°52. 

MERAND R. (1994). Les stages M. Baquet : Une histoire à découvrir. DIRE en APS n°53. 

MERAND R. (1995). Quelle histoire et quelle méthode … pour apprendre des autres en restant soi-même ? Travail d’étude et méthodologie. DIRE en APS n°54. 

MERAND R. (1995). À propos de déterminants historiques des formations actuelles en EPS.  DIRE en APS  n°57. 

MERAND R. (1996). Centration sur l’activité de l’élève : Quelles significations ? Quels constats ? Quels possibles en EPS ?  In Vandevelde M. Evaluer – Enseigner les pratiques de jeux sportifs collectifs  Montpellier : CRDP. 

MERAND R. (1997). Rapport de synthèse de l’Université d’été : Education pour la santé et EPS  Amiens : CRDP. 

MERAND R.  MARSENACH J. (1997). La référence culturelle au sport : A quelles conditions pour l’enseignant d’E.P.S. aujourd’hui ? Contre pied  n°1  SNEP. 

MERAND R. (1998). Postface de la réédition de l’ouvrage de M. Baquet : Education sportive, initiation et entraînement  Paris: Lharmattan. 

MERAND R. (1999). Rôle et fonction de l’EPS comme discipline d’enseignement. 1945-1995 L’EPS face au sport : 15 acteurs témoignent Conçu et coordonné par G. Couturier. Paris : SNEP. 

MERAND R. (2005). Jeux sportifs collectifs : Quelle sportivisation ? Revue Education Physique et Sportive no 315. 